# 厉文翁
厉文翁（1202年—1265年），字圣锡，号小山，横店夏厉墅（今浙江金华）人，南宋官員。

## 生平
南宋宝祐元年进士，历官至太府卿、户部侍郎，升迁资政殿大学士。為官四十年，清廉自守，不营私产。监察御史洪天锡上言：“天下之患三，曰宦者、外戚、小人。”指董宋臣、谢堂以及厉文翁。理宗帝袒护厉文翁，洪天锡指出：“不斥文翁，必为王府累。”封东阳开国侯。